# 伊號第百七十七潛艦

伊号第一七七潜水舰（日语：いごうだいひゃくななじゅうななせんすいかん）是大日本帝国海军的一艘潜水艇。伊一七六型潜水舰的2号舰。

## 舰历
- 1941年3月10日 在川崎重工业开工建造
  - 12月20日 下水
- 1942年12月28日 竣工
- 1943年3月30日 从吴港出港
  - 4月7日 到达楚克岛
  - 4月10日 从楚克岛出港，在南太平洋海域活动
  - 5月23日 回到楚克岛
  - 6月14日 在澳大利亚东部海域活动
  - 7月24日 到达拉包尔。之后在萊城、锡奥（英语：Sio, Papua New Guinea）进行物资的运输活动
- 1944年1月15日 回到拉包尔
  - 1月18日 回到拉包尔
  - 1月20日 从楚克岛出港
  - 1月27日 在佐世保入港
  - 3月22日 从佐世保出港
  - 4月11日 从大湊出港、阿留申方面行動
  - 5月14日 在澳洲昆士蘭州外海擊沉人馬號醫療船
  - 6月8日 千島列島東方行動
  - 9月19日 从吴港出港，在菲律宾東方海域展開
  - 9月24日 在帕劳群岛附近出擊，此后下落不明
  - 10月3日 在帕劳群岛西北遭美军坎農級護航驅逐艦山繆·S·麥爾斯號（英语：USS Samuel S. Miles）攻击而沉没
  - 11月18日 确认沉没在帕劳附近
- 1945年3月1日 除籍

## 同型艦
Template:伊一七六型潜水艦